# Alberto Morosini
Alberto Morosini (zm. po 1302) – wenecki patrycjusz.
Potomek znaczącej patrycjuszowskiej rodziny, syn Michała. Jego siostra Tomasina była żoną Stefana Pogrobowca. Alberto odgrywał sporą rolę w życiu politycznym ówczesnej Wenecji, przykładowo w 1281 był podestą Treviso. W 1284 mieszkańcy Pizy, prowadzącej w tym czasie wojnę z Genuą, wybrali go swoim podestą. Alberto Morosini stanął na czele wojsk pizańskich w bitwie pod Melorią 6 sierpnia 1284. Pizańczycy zostali pokonani, a ich dowódca ranny i wzięty do niewoli.